# Pupalia huillensis
Pupalia huillensis är en amarantväxtart som beskrevs av William Philip Hiern. Pupalia huillensis ingår i släktet Pupalia och familjen amarantväxter. Inga underarter finns listade i Catalogue of Life.